# Temporada 1921-1922 del FC Barcelona
Les dades més destacades de la temporada 1921-1922 del Futbol Club Barcelona són les següents:

## 1922

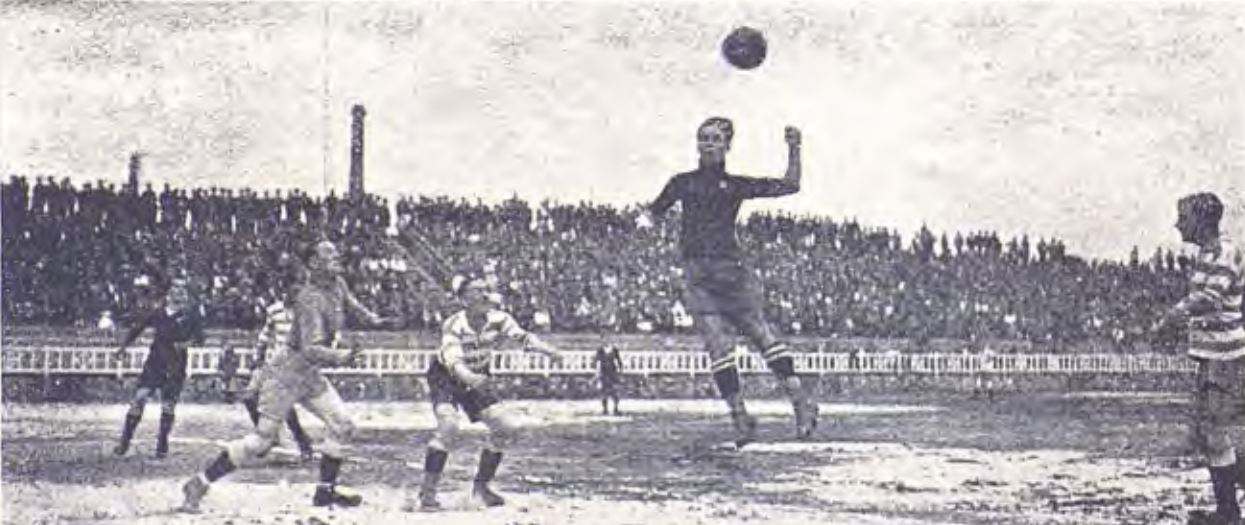
Samitier rematant de cap en un partit contra el Ilford FC

### Juny
- 17 juny - El porter Ricard Zamora abandona el FCB per a fitxar per l'Espanyol

### Maig
- 20 maig - S'inaugura oficialment el nou Camp de les Corts obra dels arquitectes Santiago Mestres i Josep Alemany, amb una capacitat de 20.000 espectadors i un terreny de joc de 101 x 62 metres. En el matx inaugural el Barça s'imposa al Saint Mirren escocès (2-1). El defensa visitant Birrel es marca en pròpia porta el primer gol de la història de Les Corts, Paulí Alcántara fa l'altre del FCB.
- 15 maig - 20.000 barcelonistes reben l'equip campió d'Espanya que arriba al baixador del passeig de Gràcia procedent d'Irún. S'organitza una cercavila amb jugadors, directius i aficionats que baixen plegats Rambla avall fins a anar a parar a la plaça de Sant Jaume.
- 14 maig - El FCB guanya la Copa d'Espanya en vèncer a Vigo la Reial Union d'Irun per un contundent 5-1. Alcántara (2), Samitier, Torralba i Gràcia són els golejadors.

### Febrer
- 19 febrer - Cerimonia de col·locació de la primera pedra del que serà el futur Camp de Les Corts. Una comitiva amb banda de música surt des del Camp del carrer de la Indústria i arriba fins a Can Ribot on el pare dominic Lluís Sabaté, soci del club, beneeix la primera pedra.
- 18 febrer - El president Joan Gamper signa l'escriptura de compra d'un terreny situat a l'indret de Can Ribot, al costat del nucli de Les Corts, per un preu de 991.984,05 pessetes. Allà s'aixecarà ben aviat el Camp de Les Corts.

## 1921

### Desembre
- 8 desembre - La Junta directiva del FCB en l'assemblea general de socis celebrada al cinema Bosque decideix tirar endavant el projcete d'un nou estadi pel club.

## Fets destacats[2]
El Barcelona repeteix triomf en el Campionat de Catalunya on venç de forma aclaparadora amb golejades d'escàndol com ara 10-0 i 0-9 a l'Espanyol, i també guanya la Copa sense conèixer la derrota i amb grans golejades. La Final la guanya al Real Unión de Irun per 5-1 amb gols d'Alcántara (2), Samitier, Gràcia i Torralba l'alineació va ser: Zamora, Planas, Surroca, Torralba, Sancho, Samitier, Piera, Martínez, Gràcia, Alcántara i Sagi-Barba, la rebuda fou apoteòsica i sis dies després van ser rebuts a Barcelona per 20.000 seguidors.
El 8 de desembre de 1921 se celebra una transcendental assemblea al teatre Bosc en la qual es porta a endavant el projecte d'un camp nou. El 19 de febrer de 1922 es col·loca la primera pedra en uns terrenys del barri de les Corts. Autoritats i directius van signar un pergamí que, dins d'un tub de vidre lacrat, s'havia de dipositar a l'interior de la pedra, però el secretari del club es va oblidar el tub a la butxaca, fet que es va descobrir anys després al trobar-lo en un calaix del local social. El 20 de maig de 1922 s'inaugura el camp de les Corts vencent al Saint Mirren FC per 2-1.
Descontent amb el tracte econòmic que rep, Zamora deixa el Barça i torna a l'Espanyol.

## Plantilla[3][4]
|     |                           |      | Total | Total | Campionat de Catalunya | Campionat de Catalunya | Campionat d'Espanya | Campionat d'Espanya |
| P   | Jugador                   | País | PT    | Gols  | PT                     | Gols                   | PT                  | Gols                |
| --- | ------------------------- | ---- | ----- | ----- | ---------------------- | ---------------------- | ------------------- | ------------------- |
| POR | Ricard Zamora             |      | 11    | -11   | 6                      | -7                     | 5                   | -4                  |
| POR | Ramon Bruguera            |      | 4     | -1    | 4                      | -1                     |                     |                     |
| POR | Joan Uriach               |      | 0     |       |                        |                        |                     |                     |
| POR | Alfred Berger             |      | 0     |       |                        |                        |                     |                     |
| DEF | Josep Planas              |      | 15    | 5     | 10                     | 2                      | 5                   | 3                   |
| DEF | Salvador Martínez Surroca |      | 15    |       | 10                     |                        | 5                   |                     |
| DEF | Conrado González          |      | 0     |       |                        |                        |                     |                     |
| DEF | Adolf Berger              |      | 0     |       |                        |                        |                     |                     |
| DEF | Francesc Coma             |      | 0     |       |                        |                        |                     |                     |
| DEF | Ricard Galícia            |      | 0     |       |                        |                        |                     |                     |
| DEF | Matías Borràs             |      | 0     |       |                        |                        |                     |                     |
| MIG | Ramon Torralba            |      | 15    | 2     | 10                     | 1                      | 5                   | 1                   |
| MIG | Agustí Sancho             |      | 12    |       | 9                      |                        | 3                   |                     |
| MIG | Josep Samitier            |      | 12    | 2     | 7                      |                        | 5                   | 2                   |
| MIG | Artur Cella I             |      | 5     |       | 2                      |                        | 3                   |                     |
| MIG | Jaume Gularons            |      | 0     |       |                        |                        |                     |                     |
| MIG | Lluís Blanco              |      | 0     |       |                        |                        |                     |                     |
| MIG | José Rodríguez            |      | 0     |       |                        |                        |                     |                     |
| MIG | Domènec Carulla           |      | 0     |       |                        |                        |                     |                     |
| MIG | Joan Riera                |      | 0     |       |                        |                        |                     |                     |
| DAV | Vicenç Martínez           |      | 15    | 11    | 10                     | 11                     | 5                   |                     |
| DAV | Josep Climent Gràcia      |      | 15    | 24    | 10                     | 19                     | 5                   | 5                   |
| DAV | Vicenç Piera              |      | 13    | 5     | 10                     | 4                      | 3                   | 1                   |
| DAV | Paulino Alcántara         |      | 11    | 27    | 8                      | 19                     | 3                   | 8                   |
| DAV | Emili Sagi                |      | 9     | 4     | 4                      | 3                      | 5                   | 1                   |
| DAV | Armand Martínez Sagi      |      | 6     | 3     | 5                      | 3                      | 1                   |                     |
| DAV | Francesc Vinyals          |      | 6     |       | 5                      |                        | 1                   |                     |
| DAV | Marià Homs                |      | 1     |       |                        |                        | 1                   |                     |
| DAV | Casimir Mallorquí         |      | 0     |       |                        |                        |                     |                     |
| DAV | Ceferí Cella II           |      | 0     |       |                        |                        |                     |                     |
| DAV | Ramon Campins             |      | 0     |       |                        |                        |                     |                     |
| DAV | Carles Casanovas          |      | 0     |       |                        |                        |                     |                     |

## Classificació
| Competició             | Pos. | P  | PG | PE | PP | GF | GC | Campió       |
| ---------------------- | ---- | -- | -- | -- | -- | -- | -- | ------------ |
| Campionat de Catalunya | 1r   | 10 | 9  | 1  | 0  | 63 | 8  | FC Barcelona |
| Campionat d'Espanya    | C    | 5  | 4  | 1  | 0  | 21 | 5  | FC Barcelona |

## Resultats
| Amistosos |

| 4 setembre 1921 | FC Barcelona       | 3 - 0 | Seleccio Catalana | Barcelona                           |  |
|                 | Alcantara · Gràcia |       |                   | Camp del carrer Indústria · Peris · |  |

| 8 setembre 1921 | FC Barcelona   | 3 - 0 | CE Júpiter | Barcelona                                  |  |
|                 | Piera · Gràcia |       |            | Camp del carrer Indústria · Ferrer Elias · |  |

| 11 setembre 1921 | FC Barcelona                              | 5 - 0 | Terrassa FC | Barcelona                          |  |
|                  | Piera · Martinez · Sagi · Sancho · Gràcia |       |             | Camp del carrer Indústria · Vela · |  |

| ? setembre 1921 | FC Barcelona                | 4 - 0 | FC Internacional | Barcelona                  |  |
|                 | Cella I · Cella II · Picola |       |                  | Santa Perpètua de Mogoda · |  |

| 18 setembre 1921 | CE Júpiter | 3 - 4 | FC Barcelona   | Barcelona           |  |
|                  |            |       | Piera · Gràcia | Poble Nou · Bachs · |  |

| 24 setembre 1921 | FC Barcelona                       | 5 - 0 | SL Benfica | Barcelona           |  |
|                  | Gràcia · Martinez · Sancho · Piera |       |            | Industria · Peris · |  |

| 25 setembre 1921 | FC Barcelona                       | 5 - 2 | SL Benfica | Barcelona             |  |
|                  | Gràcia · Vinyals · Cella I · Piera |       |            | Industria · Torrens · |  |

| 2 octubre 1921 | FC Internacional | 3 - 3 | FC Barcelona   | Barcelona               |  |
|                |                  |       | Piera · Sancho | Internacional · Turon · |  |

| 9 octubre 1921 | Terrassa FC | 0 - 2 | FC Barcelona   | Barcelona            |  |
|                |             |       | Piera · Gràcia | Terrassa · Tarrida · |  |

| 30 setembre 1921 | FC Barcelona | 2 - 2 | Real Sporting de Gijón | Barcelona           |  |
|                  | Gràcia       |       |                        | Industria · Peris · |  |

| 1 novembre 1921 | FC Barcelona                   | 4 - 0 | Real Sporting de Gijón | Barcelona             |  |
|                 | Martinez Sagi · Piera · Gràcia |       |                        | Industria · Cruella · |  |

| 8 desembre 1921 | FC Barcelona                       | 4 - 1 | Racing Club de Madrid | Barcelona            |  |
|                 | Planas · Piera · Gràcia · Martinez |       |                       | Industria · Marine · |  |

| 11 desembre 1921 | FC Barcelona              | 4 - 0 | Racing Club de Madrid | Barcelona           |  |
|                  | Planas · Piera · Martinez |       |                       | Industria · Peris · |  |

| 25 desembre 1921 | FC Barcelona       | 2 - 3 | AC Sparta Praha | Barcelona          |  |
|                  | Planas · Alcantara |       |                 | Montjuïc · F.Bru · |  |

| 26 desembre 1921 | FC Barcelona       | 2 - 0 | AC Sparta Praha | Barcelona            |  |
|                  | Planas · Alcantara |       |                 | Montjuïc · Cruella · |  |

| 1 gener 1922 | FC Barcelona | 1 - 2 | Boldklubben FC | Barcelona           |  |
|              | Gràcia       |       |                | Montjuïc · Marine · |  |

| 3 gener 1922 | FC Barcelona                | 4 - 1 | Boldklubben FC | Barcelona           |  |
|              | Martinez · Gràcia · Vinyals |       |                | Industria · Peris · |  |

| 6 gener 1922 | FC Barcelona | 0 - 2 | Boldklubben FC | Barcelona             |  |
|              |              |       |                | Montjuïc · Comorera · |  |

| 8 gener 1922 | FC Barcelona | 1 - 0 | AFK Union Žižkov | Barcelona            |  |
|              | Piera        |       |                  | Montjuïc · Llovera · |  |

| 1 febrer 1922 | FC Barcelona                  | 4 - 2 | Rapid Viena | Barcelona             |  |
|               | Alcantara · Gràcia · Martinez |       |             | Industria · Wunkler · |  |

| 2 febrer 1922 | FC Barcelona                | 6 - 1 | Servette FC | Barcelona            |  |
|               | Alcantara · Sagi · Martinez |       |             | Industria · Marine · |  |

| 5 febrer 1922 | FC Barcelona             | 6 - 2 | Servette FC | Barcelona             |  |
|               | Gràcia · Cella I · Piera |       |             | Industria · Cruella · |  |

| 23 febrer 1922 | FC Barcelona                | 3 - 1 | Marins Anglesos | Barcelona           |  |
|                | Gràcia · Alcantara · Planas |       |                 | Industria · Peris · |  |

| 26 febrer 1922 | FC Barcelona                              | 6 - 1 | Marins Anglesos | Barcelona             |  |
|                | Piera · Martinez · Martinez Sagi · Gràcia |       |                 | Industria · Cruella · |  |

| 15 marc 1922 | FC Madrid | 2 - 2 | FC Barcelona      | Madrid               |  |
|              |           |       | Martinez · Gràcia | O,Donnell · Corona · |  |

| 25 marc 1922 | FC Barcelona                                       | 5 - 3 | 1. HŠK Građanski Zagreb | Barcelona              |  |
|              | Vinyals · Planas · Martinez Sagi · Samitier · Sagi |       |                         | Industria · Comorera · |  |

| 26 marc 1922 | FC Barcelona               | 3 - 0 | 1. HŠK Građanski Zagreb | Barcelona           |  |
|              | Martinez · Samitier · Sagi |       |                         | Industria · Peris · |  |

| 16 abril 1922 | FC Barcelona                | 8 - 1 | Crook Town A.F.C. | Barcelona            |  |
|               | Martinez · Homs · Alcantara |       |                   | Industria · Marine · |  |

| 17 abril 1922 | FC Barcelona  | 2 - 2 | Crook Town A.F.C. | Barcelona             |  |
|               | Homs · Planas |       |                   | Industria · Cruella · |  |

| 22 abril 1922 | FC Barcelona | 1 - 3 | Crook Town A.F.C. | Barcelona               |  |
|               | Martinez     |       |                   | Industria · Greenwell · |  |

| 30 abril 1922 | FC Barcelona   | 2 - 2 | Civil Service FC | Barcelona             |  |
|               | Arnet · Gràcia |       |                  | Industria · Torrens · |  |

| 20 maig 1922        | FC Barcelona                      | 2 - 1 | St. Mirren FC | Barcelona                                  |  |
| Inaguracio del camp | Alcantara · Birrel equip contrari |       |               | Les Corts · 22.000 espectadors · Edwards · |  |

| 21 maig 1922 | FC Barcelona | 1 - 0 | St. Mirren FC | Barcelona             |  |
|              | Gràcia       |       |               | Les Corts · Edwards · |  |

| 27 maig 1922 | FC Barcelona | 2 - 4 | Notts County Football Club | Barcelona             |  |
|              | Gràcia       |       |                            | Les Corts · Edwards · |  |

| 28 maig 1922 | FC Barcelona | 1 - 1 | Notts County Football Club | Barcelona          |  |
|              | Samitier     |       |                            | Les Corts · Vela · |  |

| 4 juny 1922 | FC Barcelona                  | 3 - 0 | Athletic Club | Barcelona            |  |
|             | Mallorqui · Blanco · Samitier |       |               | Les Corts · Marine · |  |

| 5 juny 1922 | FC Barcelona | 2 - 3 | Athletic Club | Barcelona             |  |
|             | Mallorqui    |       |               | Les Corts · Cruella · |  |

| 11 juny 1922 | FC Barcelona                        | 5 - 1 | Ilford FC | Barcelona           |  |
|              | Torralba · Gràcia · Sagi · Samitier |       |           | Les Corts · Peris · |  |

| 15 juny 1922 | FC Barcelona    | 2 - 2 | Ilford FC | Barcelona              |  |
|              | Gràcia · Planas |       |           | Les Corts · Comorera · |  |

| 25 juny 1922 | AD Guíxols | 1 - 6 | FC Barcelona | Girona                  |  |
|              |            |       |              | Sant Feliu de Guíxols · |  |

| 27 juny 1922 | Joventut Republicana | 0 - 2 | FC Barcelona | Barcelona                 |  |
|              |                      |       |              | Lleida · Jack Greenwell · |  |

| 29 juny 1922 | Girona FC | 2 - 5 | FC Barcelona               | Barcelona       |  |
|              |           |       | Samitier · Planas · Gràcia | Girona · Vela · |  |

| 30 juny 1922 | Joventut Republicana | 1 - 3 | FC Barcelona | Barcelona                 |  |
|              |                      |       | Cella II     | Lleida · Jack Greenwell · |  |

| 2 juliol 1922 | FC Barcelona      | 2 - 1 | CF Badalona | Barcelona             |  |
|               | Samitier · Planas |       |             | El Masnou · Cruella · |  |

| 9 juliol 1922 | Premianenc FC | 1 - 5 | FC Barcelona                 | Barcelona               |  |
|               |               |       | Cella II · Vinyals · Cella I | Premià de Mar · Folch · |  |

| 16 juliol 1922 | Reus Deportiu | 1 - 9 | FC Barcelona                                         | Barcelona                   |  |
|                |               |       | Vinyals · Piera · Mallorqui · Martinez Sagi · Gràcia | Camid,Aleixar Reus · Llop · |  |

| 21 juliol 1922 | FC Palafrugell | 0 - 4 | FC Barcelona        | Barcelona            |  |
|                |                |       | Samitier · Cella II | Palafrugell · Rius · |  |

| 23 juliol 1922 | FC Barcelona | 0 - 1 | UE Sants | Barcelona            |  |
|                |              |       |          | Palafrugell · Rius · |  |

| 30 juliol 1922 | València CF | 2 - 3 | FC Barcelona       | València             |  |
|                |             |       | Campins · Cella II | Mestalla · Arribas · |  |

| 2 agost 1922 | València CF | 2 - 4 | FC Barcelona                 | València                                                    |  |
|              |             |       | Mallorqui · Cella I · Gràcia | Mestalla · Casadesus primera part i Berraondo segona part · |  |

| 6 agost 1922 | CE Manresa | 2 - 3 | FC Barcelona | Barcelona         |  |
|              |            |       | Samitier     | Manresa · Peris · |  |

| ? agost 1922 | UE Figueres | 4 - 2 | FC Barcelona | Barcelona           |  |
|              |             |       | Zamora       | Figueres · Robert · |  |

| ? agost 1922 | UE Figueres | 0 - 1 | FC Barcelona | Barcelona           |  |
|              |             |       |              | Figueres · Robert · |  |

| 15 agost 1922 | CF Badalona | 1 - 4 | FC Barcelona                                 | Barcelona          |  |
|               |             |       | Blanco · Vinyals · Mallorqui · Martinez Sagi | Badalona · Peris · |  |

| 20 agost 1922 | FC Barcelona                | 3 - 0 | FC Espanya | Barcelona                           |  |
|               | Gràcia · Vinyals · Cella II |       |            | Camí de l'Àngel Tarragona · Casas · |  |

| 27 agost 1922 | Joventut Republicana | 0 - 10 | FC Barcelona                            | Barcelona            |  |
|               |                      |        | Alcantara · Gràcia · Cella I · Cella II | Lleida · Greenwell · |  |

| 2 setembre 1922 | FC Barcelona               | 5 - 2 | FC Martinenc | Barcelona           |  |
|                 | Gràcia · Riera · Alcantara |       |              | Granollers · Sojo · |  |

| Campionat de Catalunya |

| 16 octubre 1921 | FC Barcelona                                 | 5 - 2 | CS Sabadell  | Barcelona                             |  |
| Jornada 1       | Martínez · Gràcia · Torralba · Martínez Sagi |       | Mateu · p.p. | Camp del carrer Indústria · Llobera · |  |

| 23 octubre 1921 | FC Barcelona                       | 4 - 1 | CE Europa | Barcelona                             |  |
| Jornada 2       | Martínez Sagi · Alcántara · Gràcia |       | Gol       | Camp del carrer Indústria · Cruella · |  |

| 6 novembre 1921 | Avenç de l'Sport | 1 - 7 | FC Barcelona                          | Barcelona |  |
| Jornada 3       | Bordas           |       | Martínez · Gràcia · Alcántara · Piera | Mariné ·  |  |

| 13 novembre 1921 | FC Internacional | 2 - 5 | FC Barcelona                       | Barcelona                            |  |
| Jornada 4        | Solà             |       | Gràcia · Planas · Alcántara · p.p. | Camp del carrer Galileu · Lloberas · |  |

| 20 novembre 1921 | RCD Espanyol | 0 - 9 | FC Barcelona                  | Barcelona                          |  |
| Jornada 5        |              |       | Gràcia · Alcántara · Martínez | Velòdrom Parc d'Sports · Villena · |  |

| 4 desembre 1921 | CE Europa | 1 - 1 | FC Barcelona | Barcelona |  |
| Jornada 7       | Julià     |       | Alcántara    | Villena · |  |

| 15 gener 1922 | FC Barcelona                     | 9 - 0 | FC Internacional | Barcelona                             |  |
| Jornada 8     | Gràcia · Martínez · Piera · Sagi |       |                  | Camp del carrer Indústria · Cruella · |  |

| 22 gener 1922 | FC Barcelona                         | 10 - 0 | RCD Espanyol | Barcelona                             |  |
| Jornada 9     | Martínez · Gràcia · Alcántara · Sagi |        |              | Camp del carrer Indústria · Torrens · |  |

| 29 gener 1922 | CS Sabadell | 0 - 5 | FC Barcelona                  | Sabadell                        |  |
| Jornada 6     |             |       | Alcántara · Gràcia · Martínez | Camp de la Creu Alta · Mariné · |  |

| 12 febrer 1922   | FC Barcelona                           | 8 - 1 | Avenç de l'Sport | Barcelona                             |  |
| 15:15 Jornada 10 | Alcántara · Planas · Gràcia · Martínez |       | Coca             | Camp del carrer Indústria · Sanpere · |  |

| Campionat d'Espanya |

| 12 març 1922            | FC Sevilla | 0 - 1 | FC Barcelona | Sevilla                                       |  |
| Quarts de final - anada |            |       | Piera 70'    | Reina Victòria · 9.000 espectadors · Carcer · |  |

| 19 març 1922              | FC Barcelona                                                      | 7 - 1 | FC Sevilla | Barcelona                                         |  |
| Quarts de final - tornada | Alcántara 2' 23' 86' · Samitier 22' · Gràcia 27' 59' · Planas 80' |       | Spencer    | Camp del carrer Indústria · Gutiérrez (Biscaia) · |  |

| 2 abril 1922       | Real Sporting de Gijón | 1 - 1 | FC Barcelona | Gijón                                   |  |
| Semifinals - anada | Bango                  |       | Planas       | Estadi El Molinón · Vallana (Biscaia) · |  |

| 9 abril 1922         | FC Barcelona                       | 7 - 2 | Real Sporting de Gijón | Barcelona                                      |  |
| Semifinals - tornada | Planas · Gràcia · Alcántara · Sagi |       | Bango                  | Camp del carrer Indústria · Montero (Centro) · |  |

| 14 maig 1922 | FC Barcelona                                         | 5 - 1 | Real Unión Club | Vigo                                             |  |
| 16:30 Final  | Torralba 22' · Samitier · Alcántara 90' · Gràcia 85' |       | Arabolaza 30'   | Estadio de Coia · 12.000 espectadors · Balways · |  |